# SV Traun
HAKA Traun ist ein österreichischer Sportverein in Traun in Oberösterreich, dessen Herrenfußballmannschaft in der fünftklassigen Landesliga Ost spielt.

## Geschichte
Der Verein wurde 1925 als SV Thea Traun gegründet. Der Namenszusatz stand für die Freundin des damaligen Gründers Hans Wiesinger. Der Verein trainierte nach seiner Gründung auf der Ritnerwiese. Die ersten Spiele bestritt der Verein auf der Pimiskern oder auf der Reinthalerwiese. Im Verlauf der Vereinsgeschichte bis 1973 spielten die Trauner immer in den unteren oberösterreichischen Fußballligen und erreichten 1973 den Aufstieg in die OÖ Landesliga, der damals höchsten Spielklasse in Oberösterreich. Der Vereinsname war damals CALORIT Traun. CALORIT war ein Trauner Unternehmen, der damalige Präsident Fritz Leisch war der Wegbereiter in die Landesliga. Spielmacher beim Aufstieg war der Brasilianer Carlos Lima genannt Chico, der bereits mit dem LASK Linz österreichischer Fußballmeister geworden war. Ab 1975 hieß der Verein SV HAKA Traun. Nachdem Calorit und Fritz Leisch aufgehört hatten, den Verein zu unterstützen, trat der Trauner Unternehmer Karl Hackl mit seinem Unternehmen HAKA Küche an seine Stelle. Um 2012 war der Verein als SV foli-pack Traun bekannt. Für ein Spieljahr, 1994/95, spielte HAKA Traun in der wieder gegründeten Regionalliga Mitte, die damals aus nur acht Klubs bestand. Als Vorletzter musste der Klub jedoch wieder absteigen.
2012 übernahm Gerhard Hackl den Verein, der zu diesem Zeitpunkt schwer verschuldet war und vor dem Aus stand. Der Verein wurde saniert und neu ausgerichtet.
Eine Fusion mit mehreren Trauner Vereinen scheiterte 2013 so wie der Versuch, die Spielstätte im desolaten Trauner Stadion, das saniert werden hätte sollen, zu etablieren.
Spielstätte des Vereines ist der alte Sportplatz im Hammerweg in Traun.
Schwerpunkt des Vereines ist die Ausbildung Jugendlicher im Projekt Fußball sucht Job. Dabei werden Jugendliche über Fußball für Beruf und Berufsausbildung ausgebildet.

## Bekannte ehemalige Spieler und Trainer
- Helmut Köglberger
- Fritz Ulmer
- Juri Kottan
- Ernst Baumeister
- Boris Pozdnjakov

### Spielerinnen
- Magdalena Jakober